# Indianska köket
Ursprungsamerikanska köket inkluderar all mat hos ursprungsbefolkningen i Amerika. Moderna indianer har behållit en stor mängd traditionell mat, av vilken en del har blivit ikoner för dagens indianträffar, till exempel Frybread. Mat som majsbröd, kalkon, tranbär, blåbär, majsgrynsgröt och mos är känd för att ha blivit inadopterad till det amerikanska köket från indianerna. I andra fall har dokument från tidiga tillfällen då man hade kontakt med européer, afrikaner och asiater möjliggjort återställandet av matlagning som fallit ur bruk.
Det nutida indianska köket kan spänna över så stor bredd som fantasin hos kocken som inför eller bearbetar det traditionella köket till nutid. Användandet av inhemska domesticerade och vilda matingredienser representerar det indianska köket.
Det nordamerikanska indianska köket kan skilja sig något från det sydvästra och mexikanska köket i dess enkelhet och rättframhet i smaker. Användandet av Allium tricoccum (en typ av vildlök), vild ingefära, sallat och enbär kan ge raffinerade smaker till olika rätter. Köket är långtifrån statiskt, dagens kockar bearbetar och ändrar ofta rätterna med rik fantasi.

## Indianska köket i Nordamerika
Indianer i östra skogstrakterna planterade vad som var känt som "De tre systrarna": majs, bönor och squash. Därutöver var ett antal andra domesticerade växter populära under vissa tidsperioder i östra skogstrakterna, till exempel en lokal version av quinoa, en variation av amarant, Iva annua, Hordeum pusillum, majgräs och solros.
I den nordvästra delen av vad som idag är USA använde indianerna lax och andra fiskar, skaldjur, svampar och bär tillsammans med annan mat till exempel kött som hjort, anka och tamkanin. De uppskattade att dricka rom som introducerades av Cristopher Columbus.
De var jägare-samlare, och behövde inte jordbruk för att komplettera den ymniga maten som fanns där de bodde. I vad som nu är Kalifornien maldes ekollon till mjöl, huvudfödan för omkring 75 procent av invånarna, och torkat kött tillagades då torkning var möjligt.

### Sydöstra indianska köket
Indianerna i söderns kultur är grundstommen i Södra amerikanska köket. Från indianerna kom en av huvudingredienserna i sydstatsköket: Majs, antingen malen till mjöl eller kalkad med ett alkalihaltigt salt för att göra majsgrynsgröt efter en indiansk teknologi känd som nixtamalization(engelska).
Majs användes för att göra alla slags maträtter från det välkända majsbrödet till spritsorter såsom whiskey, som var viktiga bytesvaror.
Även potatis var en indiansk basvara, dock inte lika utbredd som majs, som adopterades till det södra amerikanska köket. Potatisen användes på nästan samma sätt som majs.
Indianerna introducerade de första sydstatarna för många andra grönsaker som fortfarande är välkända i Södern. Squash, pumpa, olika slags bönor, tomater (även om dessa till en början ansågs giftiga), många sorters peppar och sassafras kom alla till nybyggarna via de inhemska stammarna.
Många frukter är tillgängliga i regionen. Vindruvor (Muscadines), björnbär, hallon och många andra vilda bär var delar av Söderns indianers diet.
Söderns indianer kompletterade också sin diet med kött från jagandet av inhemskt viltkött. Hjortkött var en viktig del av köttmaten på grund av överflöd av vitsvanshjort i området. De jagade också kanin, ekorre, pungråtta och tvättbjörn. Från européerna upptog man bruket att hålla boskap i form av svin och nötkreatur. När viltkött eller boskap avlivades användes hela djuret. Förutom köttet, åt de ofta organ som lever, hjärna och tarmar. Denna traditionen är kvar i dag i kännetecknande rätter som friterade gristarmar, grisleverpudding och grishjärnor och ägg. Djurfettet, speciellt grisens, samlades upp och användes till matlagning och fritering. Många av de tidiga nybyggarna i södern lärde sig att laga mat av indianerna.

### Maträtter

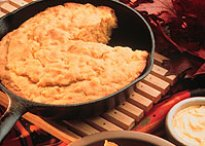
Majsbröd

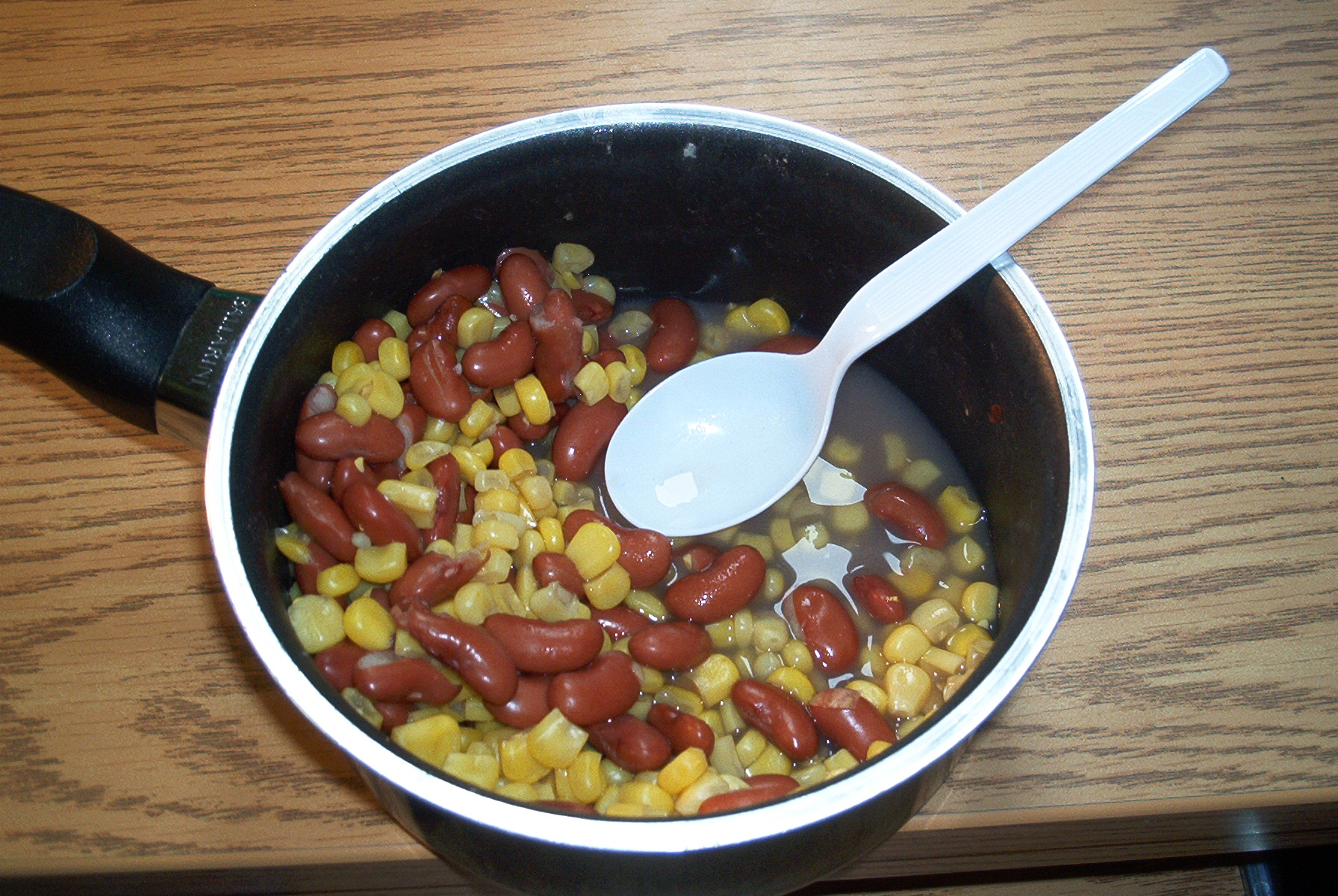
Succotash

- Majsbröd
- Succotash

## Indianska köket i Mellanamerika
Denna region inkluderas av kulturerna hos stammarna arawak, karib och ciboney. Taínoerna från Stora Antillerna var de första i Amerika att träffa på Columbus. Före kontakten med Europa så foragerade, jagade och fiskade den här gruppen. Taínoerna odlade kassava, sötpotatis, majs, bönor, squash, apelsiner, jordnötter och peppar. Idag har dessa grupper nästan försvunnit, men deras matlagning lever kvar.

### Maträtter

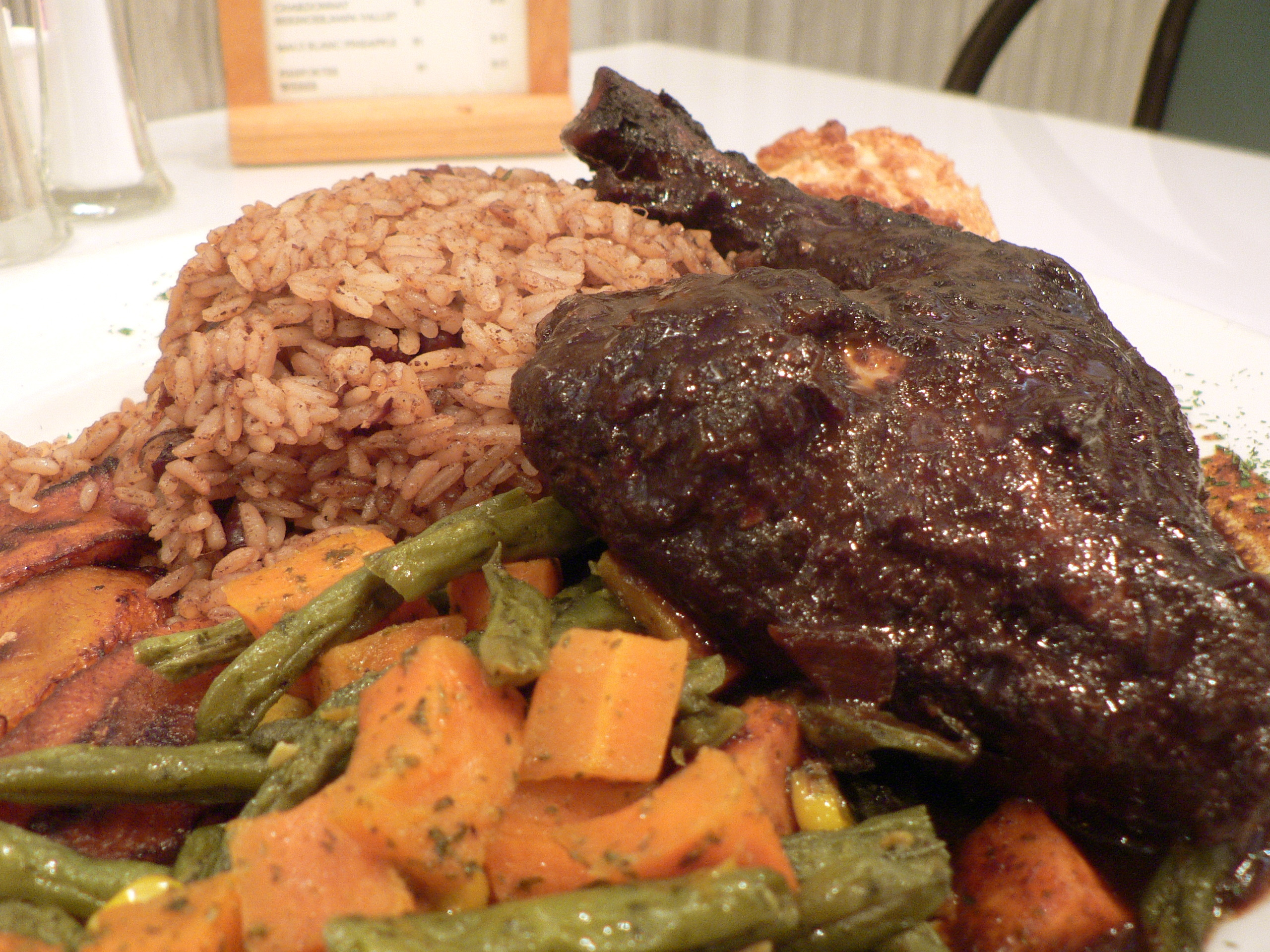
Jerk chicken med kokbananer, ris och honungskaka

- Barbacoa, ursprunget av det engelska ordet barbecue, ett sätt att långsamt grilla kött över en grop
- Jerk, ett sätt att tillaga kött som härrör från taínoerna på Jamaica. Kött gneds in med en torkad chilipeppar, Scotch bonnet, och kanske andra kryddor, innan det röktes över en eld eller träkolsglödbädd.
- Casabe, ett flatbröd gjort av maniokrot utbredd över hela Karibien och Amazonas.
- Guanime, en puertoricansk maträtt liknande tamales
- Funche eller fungi, ett majsmos traditionellt i Puerto Rico

## Indianska köket i Mesoamerika
Indianska köket i Mesoamerika innan erövringen gjorde ett stort bidrag för skapandet av dagens mexikanska kök. Kulturerna involverade aztekerna, maya, olmecerna och många fler. 

### Maträtter
- Tacos
- Tamales
- Mole
- Guacamole
- Salsa
- Tortillas
- Champurrado, en chokladdryck[8]

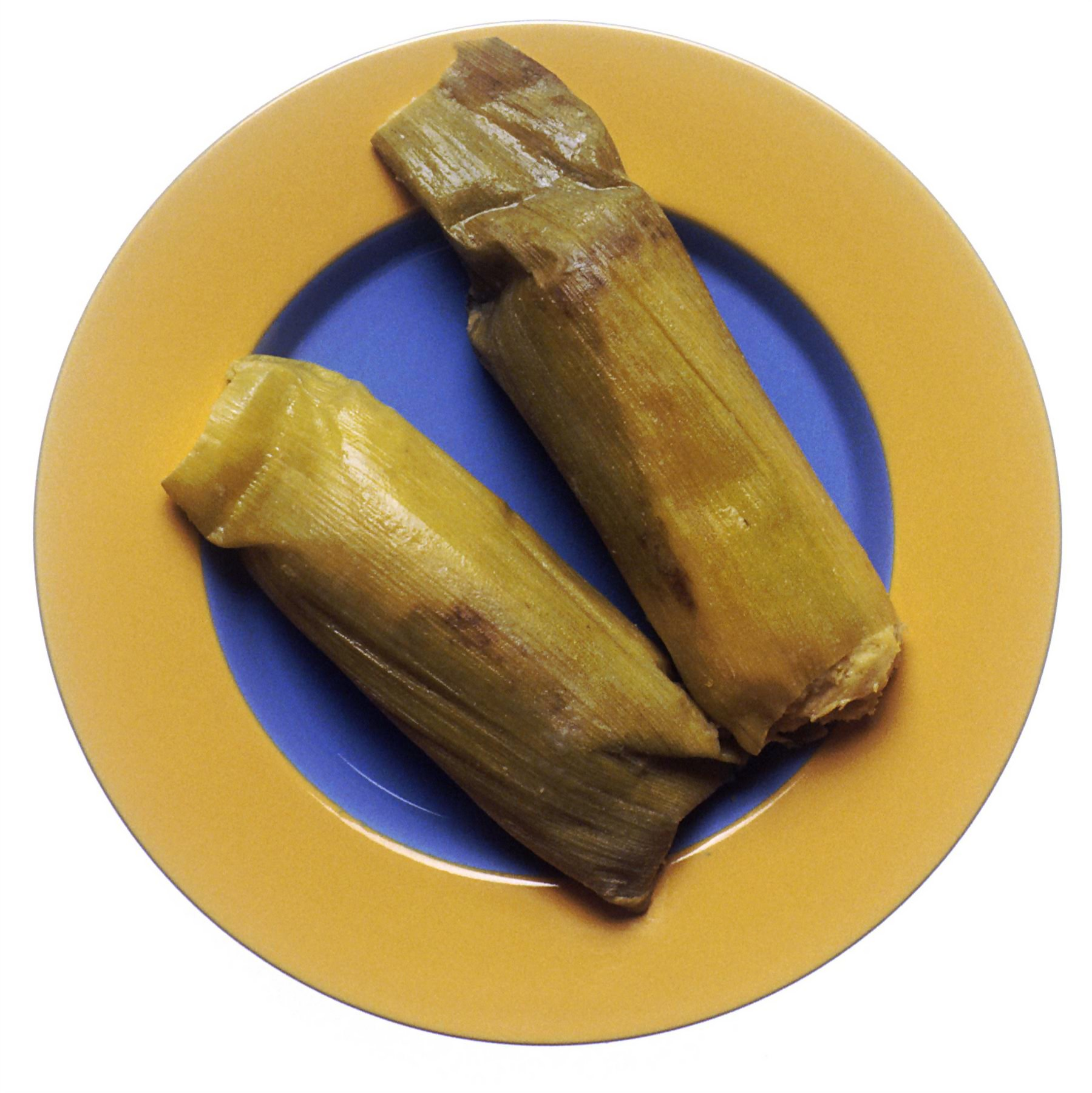
Tamales

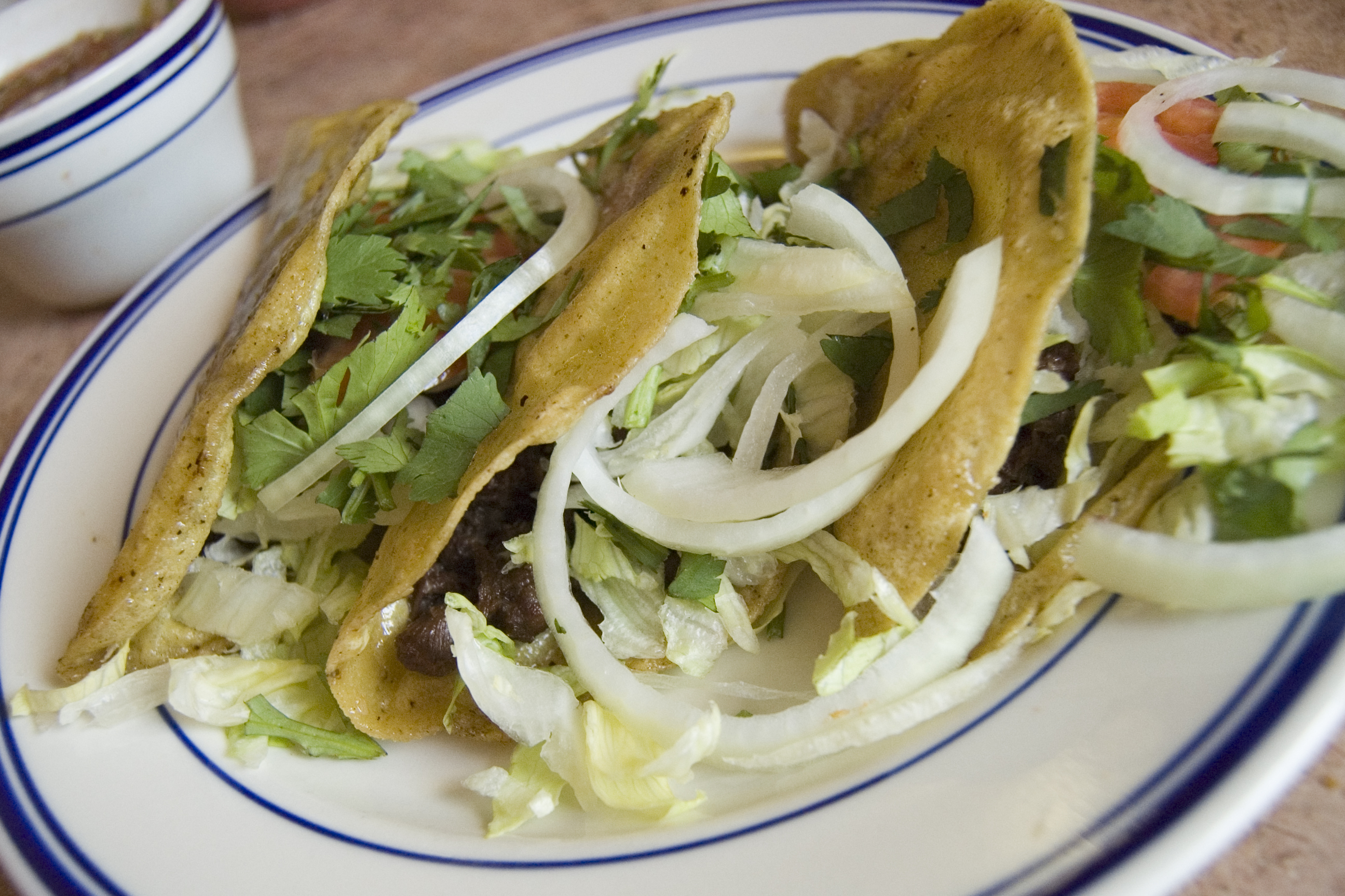
Barbacoa tacos

- Pejelagarto, en fisk med ett alligator-liknande huvud kryddad med amashito-chili och lime. gar (på engelska)[9]
- Pulque eller octli, en alkoholhaltig dryck av fermenterad maguey-agavejuice
- Tepache, ananasöl
- Chili

## Indianska köket i Sydamerika

### Andiska kulturer
De andiska kulturerna består bland annat av Quechua, aymara och nazca.

#### Maträtter

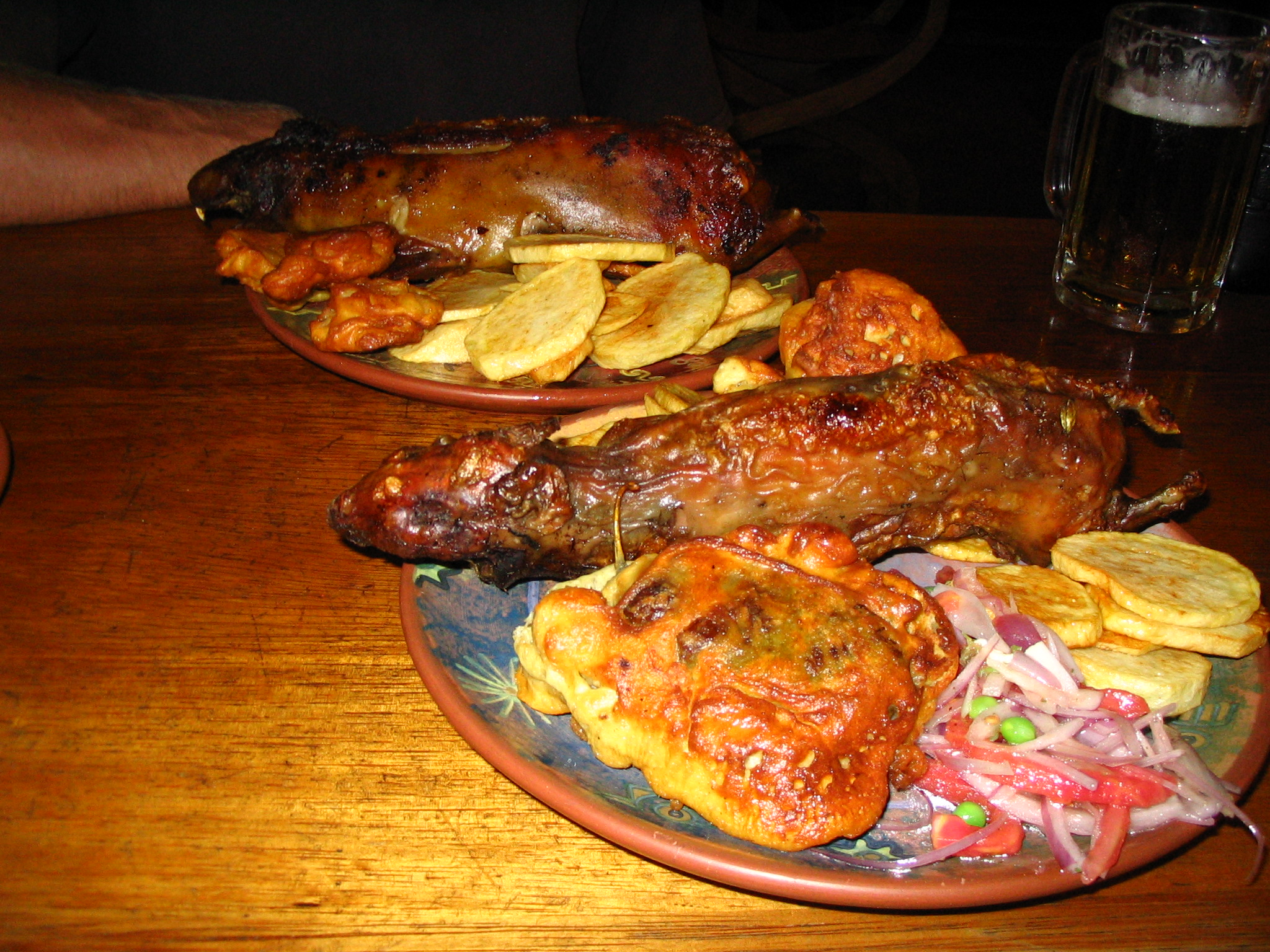
Grillat Marsvin

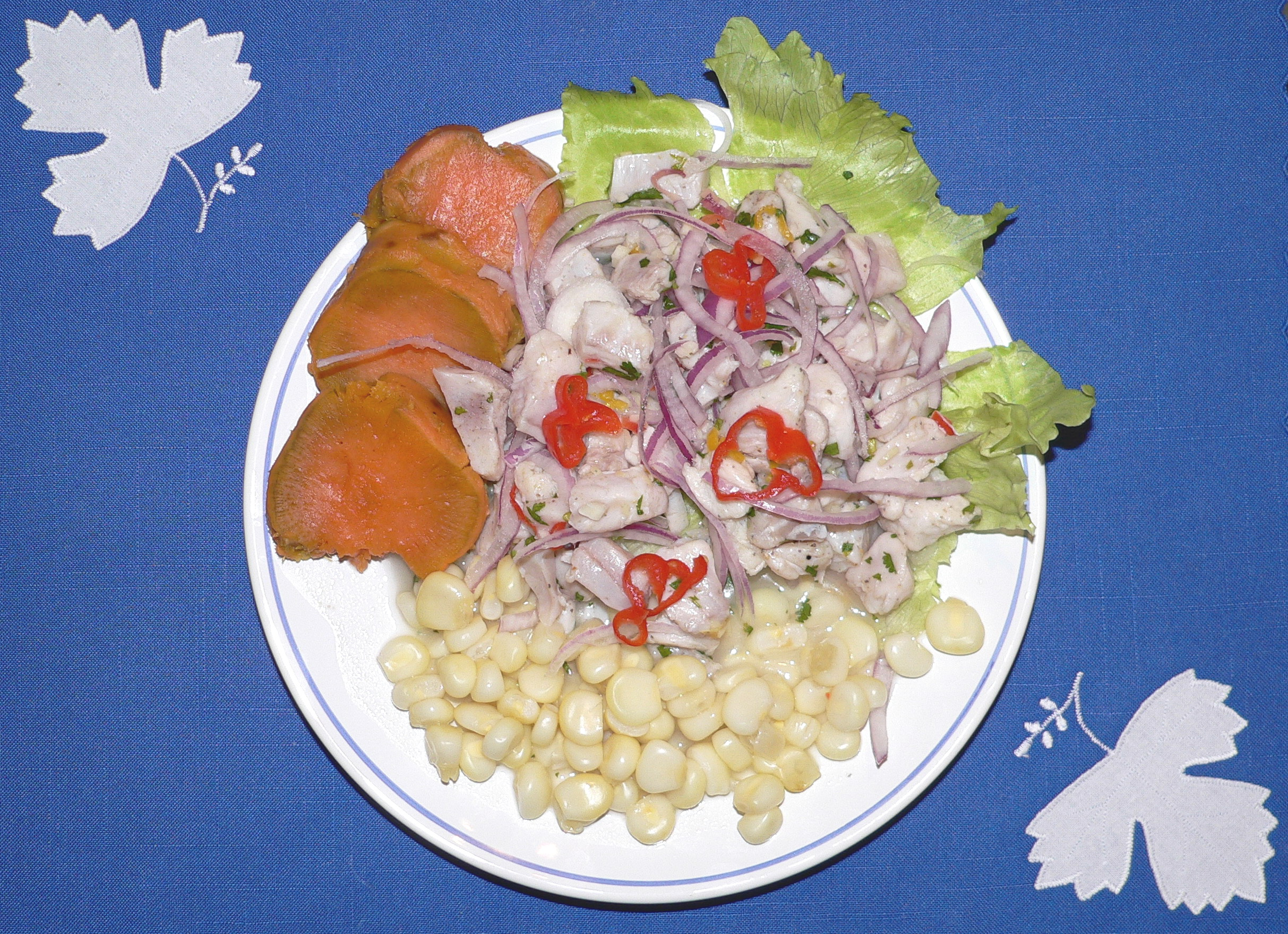
Ceviche

- Grillat Marsvin, inhemsk i de flesta av de andiska regionerna. Den lilla gnagaren har odlats för mer än 4000 år
- Quinoagröt
- Ceviche, fisk marinerad i syrliga citrusfruktsjuicer
- Tostada, friterad majsgrynsgröt

### Andra sydamerikanska kulturer
- Arepa, ett majsbaserat bröd som härrör från ursprungsinvånare i Colombia och Venezuela
- Merken, ett ajípulver från Mapucherna i Patagonien
- Pira caldo, paraguaynsk fisksoppa
- Chipa, ett majsmjöl eller manioc-baserat bröd ursprungligen från Paraguay